# Sainte-Brigitte-des-Saults
Pour les articles homonymes, voir Sault et Sainte Brigitte.
Sainte-Brigitte-des-Saults est une municipalité de paroisse dans la municipalité régionale de comté de Drummond au Québec (Canada), située dans la région administrative du Centre-du-Québec. Elle est accessible par la sortie 191 de l'autoroute 20. La paroisse a célébré son 150e anniversaire de fondation en 2013.

## Toponymie
Elle est nommée en l'honneur de Brigitte de Suède. La paroisse fut fondée en 1863, sur le bord de la rivière Nicolet et de la rivière Des Saults.

## Géographie
La rivière Nicolet Sud-Ouest délimite le sud-est de la municipalité puis y coule vers le nord-ouest.
La rivière des Saults la traverse du sud-est vers le nord-ouest jusqu'à sa confluence avec la rivière Nicolet Sud-Ouest.

## Démographie
| 1991 | 1996 | 2001 | 2006 | 2011 | 2016 | 2021 |
| ---- | ---- | ---- | ---- | ---- | ---- | ---- |
| 765  | 736  | 724  | 739  | 737  | 723  | 737  |

| Langue              | Population | Pct (%) |
| ------------------- | ---------- | ------- |
| Français seulement  | 700        | 95,24 % |
| Anglais seulement   | 15         | 2,04 %  |
| Français et Anglais | 0          | 0,00 %  |
| Autres langues      | 20         | 2,72 %  |

## Administration
Les élections municipales se font en bloc pour le maire et les six conseillers.
| Sainte-Brigitte-des-Saults Maires depuis 2001                                                                        |                 |         |          |
| Élection | Maire           | Qualité | Résultat |
| 2001 | Jean-Guy Hébert |         | Voir     |
| 2005 | Jean-Guy Hébert | Voir    |          |
| 2009 | Jean-Guy Hébert | Voir    |          |
| 2013 | Jean-Guy Hébert | Voir    |          |
| 2017 | Jean-Guy Hébert | Voir    |          |
| 2021 | Jean-Guy Hébert | Voir    |          |
| Élection partielle en italique Depuis 2005, les élections sont simultanées dans toutes les municipalités québécoises |                 |         |          |

## Personnalités
- Florian Côté (1929-2002), agriculteur et homme politique
- Michel David (1944-2010), linguiste, professeur de français et auteur
- Jeanne d'Arc Jutras (1927-1992), journaliste, romancière et militante